# Ladislav V., ugarski kralj
Ladislav V. Posmrtni (Komarno, 22. veljače 1440. – Prag, 23. studenog 1457.; mađarski: László Postumus, češki: Ladislav Pohrobek) još kao dječak postao je ugarsko-hrvatskim i češkim kraljem. Vladavina mu je obilježena sukobom između njegova skrbnika Ulrika, grofa Celjskog, i mađarske velikaške obitelji Hunjadi.
Ladislav je bio posmrtni i jedini sin njemačkog kralja Alberta II. Habsburgovca, koji je također bio ugarsko-hrvatski i češki kralj. Ugarska je međutim već izabrala Vladislava III. Poljskoga za kralja kao Vladislava I, no Ladislavova majka Elizabeta prisilila je ugarskog primasa da okruni Ladislava za kralja u Stolnom Biogradu 15. svibnja 1440. Zatim je sina stavila pod skrbništvo i zaštitu svoga rođaka austrijskog nadvojvode, kasnije cara Fridrika III. Ugarski su staleži, međutim, objavili povelju kojom su Ladislavovu krunidbu proglasili ništavnom i nevažećom.
Nakon Vladislavove smrti (1444.), Ladislav je izabran za ugarskog kralja, no Fridrik je nastavio obnašati službu skrbnika kako Ladislava tako i krune sve do 1452. Skrbništvo nad djetetom je kasnije dodijeljeno Ulriku, jednom od neprijatelja Janka Hunjadija, koji je ranije izabran za upravitelja Ugarske sa svim kraljevskim i upravnim ovlastima. Ulrik je uspio usaditi mržnju prema obitelji Hunjadi u mladoga kralja.
Ladislav je, još uvijek maloljetan, 28. listopada 1453. okrunjen za kralja Češke kao Ladislav I. Nakon toga većinu je vremena provodio u Pragu i Beču. Regenti su vladali obima njegovim kraljevstvima: Juraj Podjebradski u Češkoj i Hunjadi u Ugarskoj. Nakon Hunjadijeve smrti (kolovoz 1456.), njegov je sin Ladislav Hunjadi smaknuo Ulrika kasnije iste godine. Smaknuće Ladislava Hunjadija (ožujak 1457.), nakon što se Ladislav V. zakleo da mu neće nauditi, podiglo je takvu buru u Ugarskoj da je kralj morao bježati u Prag, gdje je i umro iste godine. Stoljećima se nagađalo da su Ladislava otrovali njegovi politički protivnici ili njegov nasljednik na češkom prijestolju, Đuro Podjebradski. Međutim, znanstvenom analizom Ladislavova kostura 1987. – 1988. utvrđeno je da je umro od dječje leukemije.
| Prethodnik:                            | Hrvatsko-ugarski kralj (1444. – 1457.) | Nasljednik:                   |
| Vladislav I. Jagelović (1424. – 1444.) | Hrvatsko-ugarski kralj (1444. – 1457.) | Matija Korvin (1458. – 1490.) |

| Prethodnik:                            | Hrvatsko-ugarski kralj (1444. – 1457.)[višestruci podaci, razjasniti] | Nasljednik:                       |
| Vladislav I. Jagelović (1424. – 1444.) | Hrvatsko-ugarski kralj (1444. – 1457.)[višestruci podaci, razjasniti] | Đuro Podjebradski (1458. – 1471.) |